# ميخائيل كاتوكوف
ميخائيل إفيموفيتش كاتوكوف (17 سبتمبر 1900 - 18 يونيو 1976)، قائد عسكري سوفيتي شغل منصب قائد القوات المدرعة في الجيش الأحمر أثناء وبعد الحرب العالمية الثانية، وهو واحد من أكثر قادة المدرعات السوفيت موهبة.
التحق ميخائيل كاتوكوف بالجيش الأحمر كجندي في عام 1919، وخدم أثناء الحرب الأهلية الروسية، وعمل بعد ذلك كقائد لوحدة مدرعة. وفي عام 1935، تخرج من أكاديمية ستالين العسكرية. لعب كاتوكوف دورًا بارزًا خلال معارك الغزو الألماني للاتحاد السوفيتي كقائد لجيش حرس الدبابات الأول السوفيتي الذي قاده خلال معركة كورسك وعملية باغراتيون وهجوم فيستولا - الأودر ومعركة برلين. كما قاد لواء حرس الدبابات الأول خلال معركة موسكو والفيلق الميكانيكي الثالث خلال عملية مارس.
أثناء معركة الدفاع عن موسكو عام 1941، استطاع لواء الدبابات الرابع بقيادة كاتوكوف الذي كان جزءً من فيلق حرس البنادق الأول، أن يوقف فرقة الدبابات الألمانية الثانية بقيادة هاينز جوديريان قرب تولا، لذا كرم لهذا الإنجاز. في وقت لاحق خلال عملية مارس في ديسمبر 1942، نجحت وحدة كاتوكوف في اختراق الخطوط الألمانية. وفي معركة كورسك، كان جيش كاتوكوف أحد الجيشين اللذان كانا أكثر تضررًا نتيجة الهجوم الألماني على الجبهة الجنوبية. إلا أنه استطاع أن يثبت أمام هذا الهجوم، وشنّ هجمات مضادة ألحقت خسائر كبيرة في صفوف الألمان.
حصل ميخائيل كاتوكوف على لقب بطل الاتحاد السوفيتي مرتين في 29 سبتمبر 1944 و6 أبريل 1945. بعد الحرب، أصبح القائد العام للقوات الميكانيكية في القوات السوفيتية التي تمركزت في ألمانيا، وبعد ذلك أصبح المفتش العام للجيش. توفي مخائيل كاتوكوف في 18 يونيو 1976.